# ناروماین
ناروماین (به انگلیسی: Narromine) یک شهرک در استرالیا است که در Narromine Shire واقع شده‌است.